# Vilkatėnų miškas
Vilkatėnų miškas este o arie protejată (arie specială de conservare — SAC, sit de importanță comunitară — SCI) din Lituania întinsă pe o suprafață de 117,8 ha, integral pe uscat.

## Localizare
Centrul sitului Vilkatėnų miškas este situat la coordonatele 55°26′01″N 24°59′01″E / 55.4336°N 24.9836°E.

## Înființare
Situl Vilkatėnų miškas a fost declarat sit de importanță comunitară în ianuarie 2004 pentru a proteja 3 specii de plante. Situl a fost protejat și ca arie specială de conservare în decembrie 2018.

## Biodiversitate
Situată în ecoregiunea boreală, aria protejată conține 5 habitate naturale: Lacuri eutrofice naturale cu vegetație de tip Magnopotamion sau Hydrocharition, Pajiști din zone de pădure fino-scandinave, Taiga vestică, Păduri fino-scandinave bogate în ierburi cu Picea abies, Păduri pe pante, grohotișuri și ravene de Tilio-Acerion.
La baza desemnării sitului se află mai multe specii protejate de  plante (3): turiță (Agrimonia pilosa), dedițelul (Pulsatilla patens), Thesium ebracteatum.
Pe lângă speciile protejate, pe teritoriul sitului au mai fost identificate 2 specii de plante.